# 黒味岳
黒味岳（くろみだけ）は、屋久島の宮之浦岳南側に位置する山である。標高は屋久島および九州において6番目の高峰となる。九州百名山の一つに選定されている。

## 概要
宮之浦岳 (1,936m)、永田岳 (1,886m)および黒味岳 (1,831m)を屋久島三山と呼び屋久島の代表的な山とされ、ネマチ (1,814m)、栗生岳 (1,867m)、翁岳 (1,860m)、安房岳 (1,847m)および投石岳 (1,830m)などを含めて「奥岳」と呼ばれる。これらのうち屋久島の海岸部の人里から望むことができるのは永田岳およびネマチであり、黒味岳も栗生川河口右岸付近から辛うじて山頂部分を望む。
一方で『三国名勝図会』では屋久三岳（三嶽）を宮浦嶽（宮之浦岳）、長田嶽（永田岳）および栗生嶽（現在の栗生岳であるかどうかは異説あり、黒味岳の可能性もあり）としている。江戸時代に刊行された『明暦屋久島大絵図』には黒御嶽（黒御岳）と記されており、名称はこれに由来するとされ、また「御岳」は屋久島で崇拝の対象とされる高峰に対する呼称でもある。
宮之浦岳を始めとして屋久島の山岳地域の大部分は霧島屋久国立公園に指定され、宮之浦岳、永田岳および黒味岳など中央の山岳地帯は世界遺産の森林生態系保護地域保存地区に指定されている。山頂付近までスギ、ヤクシマシャクナゲ、ヤクシマホツツジおよびミヤマビャクシンなどの低木が茂り、ヤクザサが生い茂っている他の奥岳とは対照的である。高山植物の宝庫でもあり、ヤクシマノギラン、イッスンキンカなど屋久島の固有種も多数見られる。
山頂は巨大な花崗岩からなり、節理による割れ目がある。また山頂は宮之浦岳、永田岳など奥岳の絶好の展望所となる。黒味岳の南東側直下には花之江河と呼ばれる高層湿原が広がる。

## 登山ルート
安房から林道を23km登り、淀川登山口 (1,370m)から宮之浦岳へ向かう登山道に入り、淀川小屋 (1,380m)、小花之江河 (1,630m)および花之江河 (1,640m)を経て黒味分れ (1,680m)から岩場を登り黒味岳山頂に向かう。

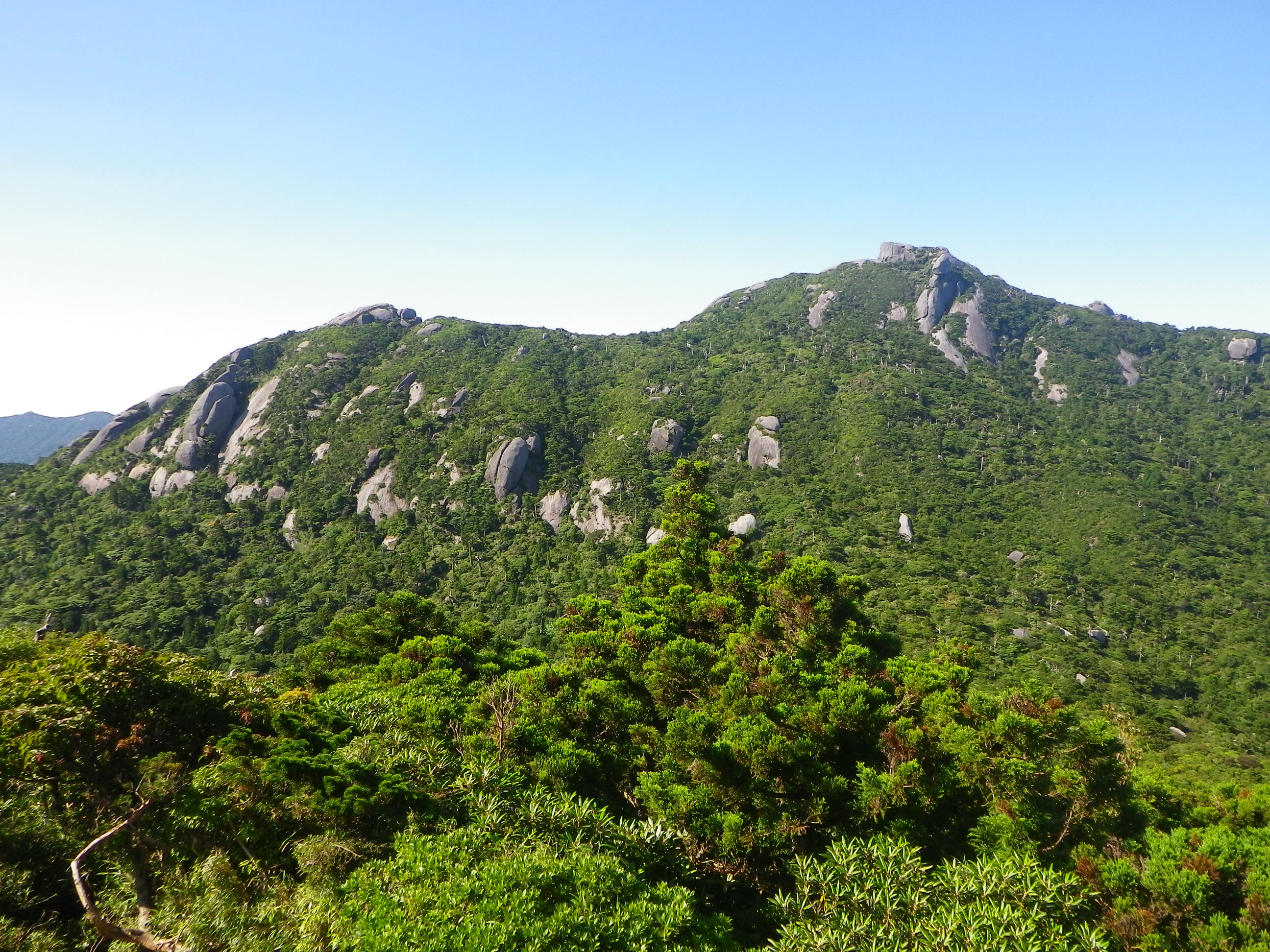
投石平から望む黒味岳
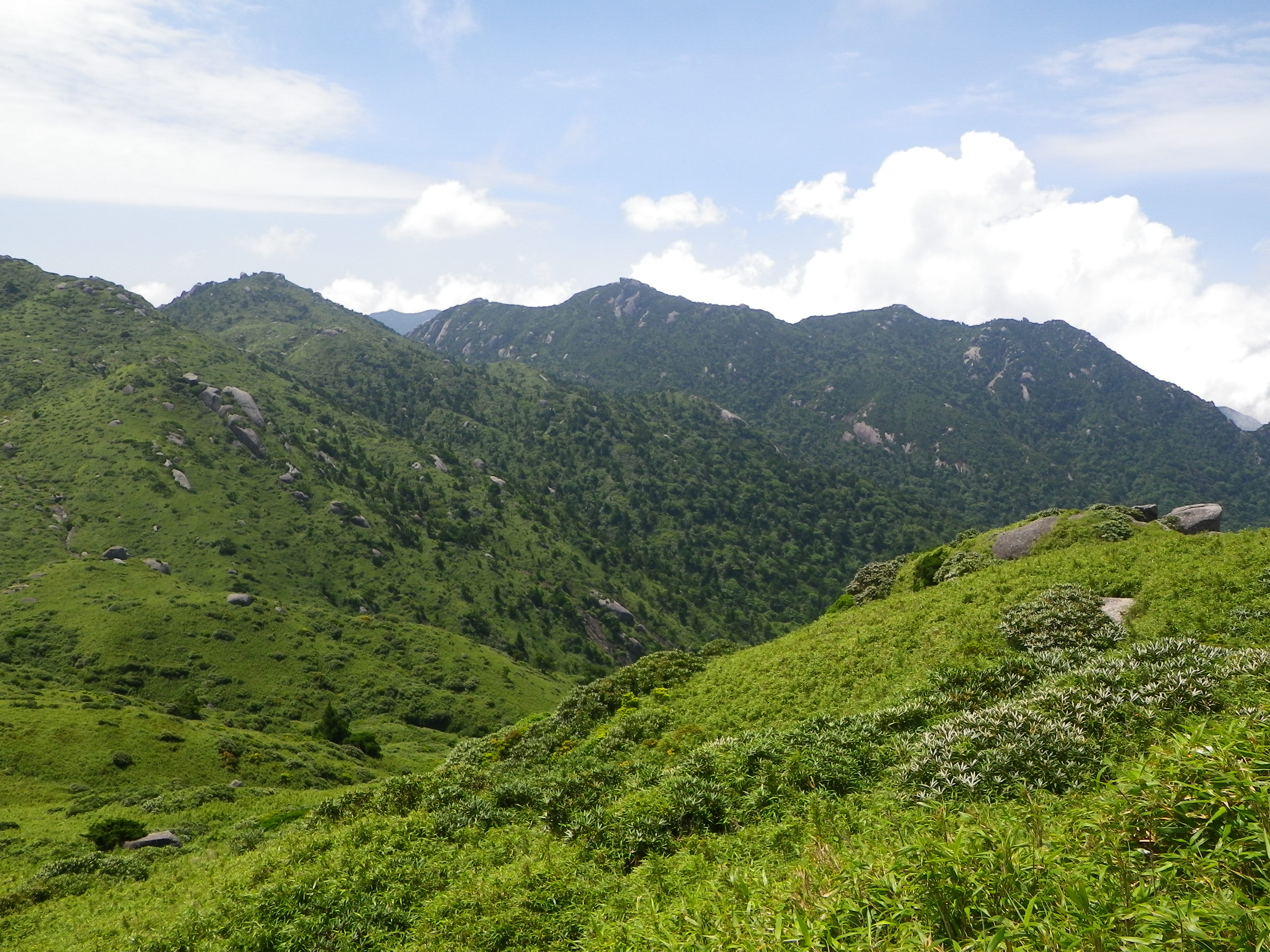
栗生岳から望む黒味岳
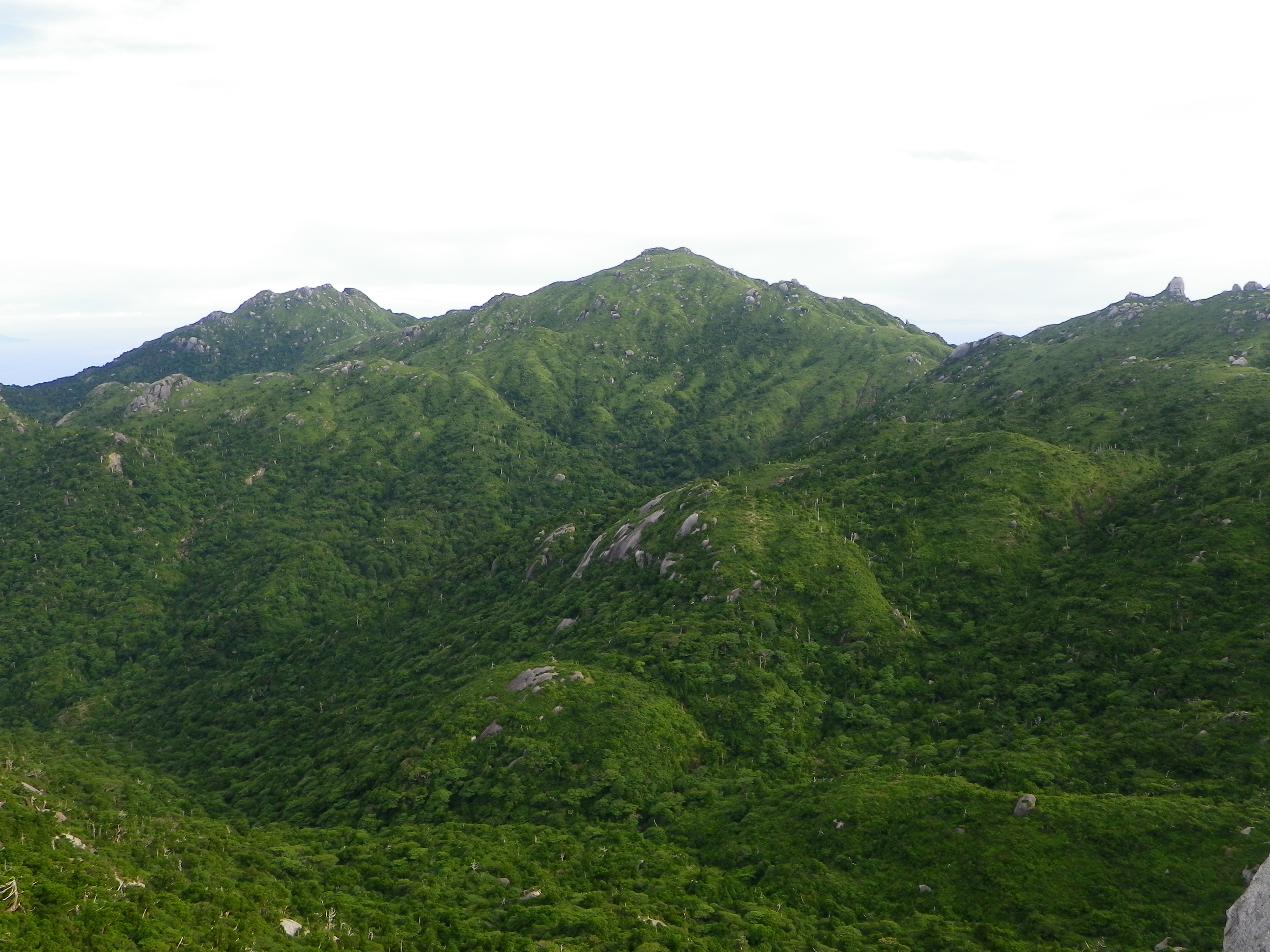
黒味岳から望む永田岳、宮之浦岳、栗生岳

| 黒味岳                       |
| 栗生川河口付近から望む黒味岳 |